# Skjervøya
70°01′35″N 20°57′29″Ø / 70.02639°N 20.95806°Ø
Skjervøya (nordsamisk: Skiervá) er en ø i Skjervøy kommune i Troms og Finnmark fylke i Norge. Skjervøya ligger øst for Kågen og syd for  Laukøya.  Fjorden Kvænangen ligger øst for øen. Skjervøya  og Kågen er forbundet med Skattørsundet bru, og der er videre forbindelse til fastlandet fra Kågen via Maursundtunnelen; På Skjervøya ligger byen Skjervøy som er kommunecenter i Skjervøy kommune. 